# Småsjöarna, Halland
Småsjöarna är en sjö i Hylte kommun i Halland och ingår i Nissans huvudavrinningsområde.